# Strejkbryteri

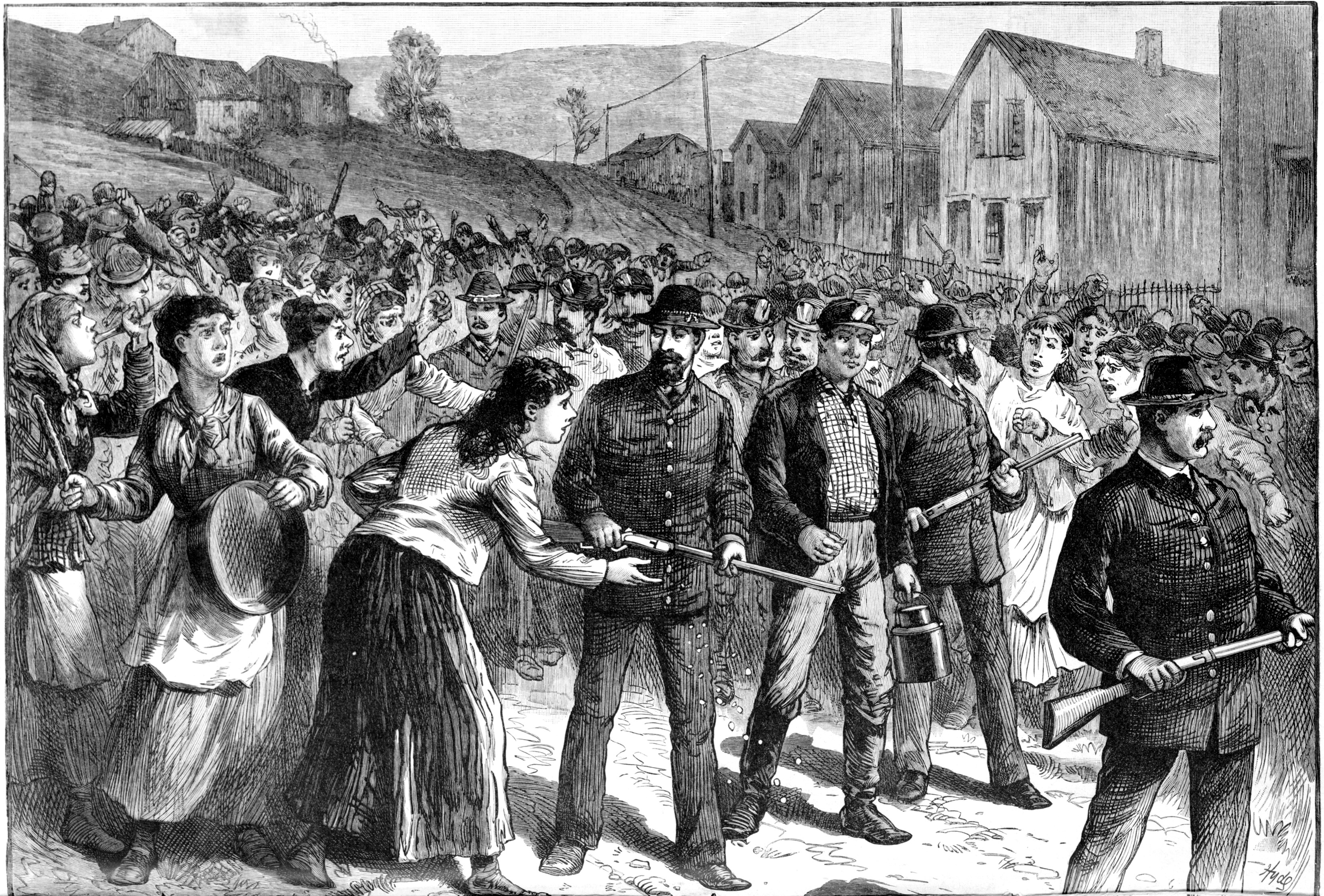
Pinkertonväktare eskorterar strejkbrytare i Buchtel, Ohio, USA, 1884.

Strejkbryteri är arbete som pågår trots regelrätt strejk eller arbetsblockad. Kring år 1900 var strejkbryteri ett återkommande inslag i de dåvarande konflikterna mellan fackföreningar och arbetsgivare, och möttes ofta av bråk och våldsamheter från de strejkande, innan förhandlingsavtal slöts och strejkvakter infördes. Nedsättande ord för strejkbrytare är t ex guling och svartfot.
Strejkbryteri har främst från arbetarrörelsen betraktats som ett allvarligt problem, då det minskar effekten av en strejk. Dock gäller strejken endast för medlemmar. I Sverige har i regel även icke-medlemmarna deltagit i strejker trots att de inte kan räkna med strejkunderstöd från fackföreningen.       
Före och strax efter sekelskiftet 1900 var det inte ovanligt att arbetsgivare försökte förmå strejkande att mot fackföreningens vilja återgå till arbetet innan uppgörelse träffats. Perioden kring storstrejken 1909 var intensiv för strejkbrytarorganisationer, som Fria Arbetareförbundet, De oorganiserades förening – Arbetsbyrån för oorganiserade och Surtaxkommittén. Svenska arbetareförbundet lade ned verksamheten ca 1916, men bara några år senare togs nya initiativ som under mellankrigstiden kom att inta en liknande roll, de flesta med ekonomiskt stöd från SAF. Här kan nämnas Den svenska Samhällshjälpen (1921-), Centralförbundet för Arbetets Frihet (1923),  Vesterbergslagens strejkbrytarförbund (1925-), Svenska Nationella Skyddskåren (1925-) och Boytons Arbetsbyrå.
Efter sprängningen av skeppet Amalthea i Malmö hamn 1908 upphörde rekryteringen av utländska strejkbrytare till Sverige och under 1930-talet avtog strejkbryteriet successivt och upphörde i praktiken helt vid decenniets slut eftersom det inte var förenligt med andan i Saltsjöbadsavtalet som skrevs under 1938.
Inom den svenska arbetarrörelsen förutsatte man länge att strejkbrytare hade ideologiska skäl, snarare än kortsiktigt privatekonomiska. Det antas till exempel att de ökända strejkbrytarna i Ådalen 1931 var "rikemanssöner från Stockholm".
Sedan Åkarpslagen avskaffades 1938 saknas det i Sverige arbetsrättslig lagstiftning som berör strejkbryteri.